# Lysander
Lysander es un pueblo ubicado en el condado de Onondaga en el estado estadounidense de Nueva York. En el año 2000 tenía una población de 19 285 habitantes y una densidad poblacional de 120 personas por km².

## Economía
Según la Oficina del Censo en 2000 los ingresos medios por hogar en la localidad eran de USD 59 128 y los ingresos medios por familia eran USD 67 539. Los hombres tenían unos ingresos medios de USD 47 057 frente a los USD 29 164 para las mujeres. La renta per cápita para la localidad era de USD 26 187. Alrededor del 3,8% de la población estaban por debajo del umbral de pobreza.